# Rick Green (hockey sur glace)
Pour les articles homonymes, voir Green.
Richard Douglas Green (né le 20 février 1956 à Belleville au Canada) est un joueur et entraîneur assistant de hockey sur glace. Il jouait au poste de défenseur.

## Carrière
Green joua quatre ans pour les Knights de London dans la Ligue de hockey de l'Ontario. À sa dernière saison, il remporta le trophée Max-Kaminsky du meilleur défenseur de l'année.
Il fut sélectionné à la première place par les Capitals de Washington lors du repêchage amateur de la LNH 1976. Dans le même temps, les Nordiques de Québec le sélectionnèrent à la 10e position du repêchage de l'association mondiale de hockey.
En quinze saisons dans la Ligue nationale de hockey, il porta successivement les couleurs des Capitals de Washington, des Canadiens de Montréal, avec qui il remporta la coupe Stanley en 1986, des Red Wings de Détroit et enfin des Islanders de New York.
À l'issue de sa carrière de joueur, il devint entraîneur adjoint pour les Islanders puis les Kings de Los Angeles et enfin les Canadiens.

## Statistiques
| Saison     | Équipe                 | Ligue      |     | Saison régulière | Saison régulière | Saison régulière | Saison régulière | Saison régulière |    | Séries éliminatoires | Séries éliminatoires | Séries éliminatoires | Séries éliminatoires | Séries éliminatoires |
| Saison     | Équipe                 | Ligue      | PJ  | B                | A                | Pts              | Pun              | PJ               | B  | A                    | Pts                  | Pun                  |                      |                      |
| 1972-1973  | Knights de London      | OHA        | 7   | 0                | 1                | 1                | 2                |                  |    |                      |                      |                      |                      |                      |
| 1973-1974  | Knights de London      | OHA        | 65  | 6                | 29               | 35               | 45               |                  |    |                      |                      |                      |                      |                      |
| 1974-1975  | Knights de London      | OHA        | 65  | 8                | 45               | 53               | 68               |                  |    |                      |                      |                      |                      |                      |
| 1975-1976  | Knights de London      | OHA        | 61  | 13               | 47               | 60               | 69               |                  |    |                      |                      |                      |                      |                      |
| 1976-1977  | Capitals de Washington | LNH        | 45  | 3                | 12               | 15               | 16               | --               | -- | --                   | --                   | --                   |                      |                      |
| 1977-1978  | Capitals de Washington | LNH        | 60  | 5                | 14               | 19               | 67               | --               | -- | --                   | --                   | --                   |                      |                      |
| 1978-1979  | Capitals de Washington | LNH        | 71  | 8                | 33               | 41               | 62               | --               | -- | --                   | --                   | --                   |                      |                      |
| 1979-1980  | Capitals de Washington | LNH        | 71  | 4                | 20               | 24               | 52               | --               | -- | --                   | --                   | --                   |                      |                      |
| 1980-1981  | Capitals de Washington | LNH        | 65  | 8                | 23               | 31               | 91               | --               | -- | --                   | --                   | --                   |                      |                      |
| 1981-1982  | Capitals de Washington | LNH        | 65  | 3                | 25               | 28               | 93               | --               | -- | --                   | --                   | --                   |                      |                      |
| 1982-1983  | Canadiens de Montréal  | LNH        | 66  | 2                | 24               | 26               | 58               | 3                | 0  | 0                    | 0                    | 2                    |                      |                      |
| 1983-1984  | Canadiens de Montréal  | LNH        | 7   | 0                | 1                | 1                | 7                | 15               | 1  | 2                    | 3                    | 33                   |                      |                      |
| 1984-1985  | Canadiens de Montréal  | LNH        | 77  | 1                | 18               | 19               | 30               | 12               | 0  | 3                    | 3                    | 14                   |                      |                      |
| 1985-1986  | Canadiens de Montréal  | LNH        | 46  | 3                | 2                | 5                | 20               | 18               | 1  | 4                    | 5                    | 8                    |                      |                      |
| 1986-1987  | Canadiens de Montréal  | LNH        | 72  | 1                | 9                | 10               | 10               | 17               | 0  | 4                    | 4                    | 8                    |                      |                      |
| 1987-1988  | Canadiens de Montréal  | LNH        | 59  | 2                | 11               | 13               | 33               | 11               | 0  | 2                    | 2                    | 2                    |                      |                      |
| 1988-1989  | Canadiens de Montréal  | LNH        | 72  | 1                | 14               | 15               | 25               | 21               | 1  | 1                    | 2                    | 6                    |                      |                      |
| 1990-1991  | Red Wings de Détroit   | LNH        | 65  | 2                | 14               | 16               | 24               | 3                | 0  | 0                    | 0                    | 0                    |                      |                      |
| 1991-1992  | Islanders de New York  | LNH        | 4   | 0                | 0                | 0                | 0                | --               | -- | --                   | --                   | --                   |                      |                      |
| Totaux LNH | Totaux LNH             | Totaux LNH | 845 | 43               | 220              | 263              | 588              | 100              | 3  | 16                   | 19                   | 73                   |                      |                      |